# Памучна шарена дървеница
Памучните шарени дървеници (Dysdercus decussatus) са вид насекоми от семейство Pyrrhocoridae.